# MediaPro Music
MediaPro Music este o casă de discuri din România, a făcut parte din grupul Media Pro, până în 2015 când a fost cumpărată de Universal Music Group. Lansată în 1997,  MediaPro Music se ocupă de o gamă mai largă de genuri muzicale, de la rock și pop, până la hip hop, dance, latino și folclor tradițional.

## Artiști MediaPro Music
- Adriana Gavrila
- Alexandra Stan
- Andra[2]
- Cargo
- Dorian Popa[2]
- Eliza Natanticu
- Holograf
- Ioana Ignat[2]
- Liviu Teodorescu[2]
- Lora[2]
- Loredana
- Sore
- Ștefan Bănică[2]
- Vunk
- Alessiah

## Foști artiști
- Alb Negru
- Alina Eremia
- Ami
- Ana Munteanu[3]
- Animal X
- Corina
- Crazy Loop
- Cristina Spătar
- Deepcentral
- Faydee
- Firma
- Horia Brenciu
- Keo
- Lala Band
- Ileana Ciuculete
- Ion Dolănescu
- Lora
- Lucian Viziru
- Matteo
- NEXX
- Nicole Cherry
- Nicoleta Luciu
- Talisman
- Timpuri Noi
- Xonia
- Viorel Adam (Deceneu)
- Bosquito